# Autoroute A 9
Die Autoroute A 9 ist eine französische Autobahn, die bei der Stadt Orange an einer Autobahngabelung mit der A 7 beginnt. Die A 9 kann hier von der A 7 nur aus dem Norden kommend erreicht werden, beziehungsweise von der A 9 kommend kann die A 7 nur in Fahrtrichtung Norden erreicht werden. In die Gabelung integriert ist eine Anschlussstelle zur Anbindung von Orange. Die A 9 endet auf dem Gebiet der Gemeinde Perthus im Département Pyrénées-Orientales, wo sie an der spanischen Grenze in die Autobahn AP-7 übergeht. Ihre Länge beträgt insgesamt 280 km. Noch bis zum Sommer 2010 war am Grenzübergang ein Tempolimit von 10 km/h gültig, nach Abbau der Kontrollhäuser sind es heute 90 km/h. Die Autobahn ist Teil der Europastraßen E 15 und E 80.
Zwischen Orange (im Norden) und der A 61 (Richtung Toulouse und Bordeaux) bei Narbonne hat die A 9 den Beinamen La Languedocienne, südlich von Narbonne La Catalane.
Die A 9 durchquert – von Nord nach Süd – die Départements Vaucluse (Provence-Alpes-Cote d’Azur), Gard, Hérault, Aude und Pyrénées-Orientales (Okzitanien) und passiert – von Süd nach Nord – unter anderem die Städte Perpignan (Pyrénées-Orientales), Narbonne (Aude), Béziers, Agde, Sète, Montpellier (Hérault), Nîmes (Gard) und Orange.
Die A 9 wird von der Gesellschaft Autoroutes du sud de la France (ASF), einer Tochtergesellschaft von Vinci betrieben. Die Mautkosten für das vollständige Abfahren der A 9 in einem Auto belaufen sich auf 25,30 € (Stand: 6. Februar 2022).

## Verlegung der Strecke bei Montpellier
Mit täglich durchschnittlich 100.000 Fahrzeugen, bis zu 170.000 Fahrzeugen an manchen Spitzenreisetagen im Sommer, zählte die A 9 im Großraum Montpellier zu den am stärksten befahrenen und stauanfälligsten Autobahnabschnitten Frankreichs. Zur Erhöhung der Leistungsfähigkeit sollte deshalb eine Entflechtung des lokalen und des Durchgangsverkehrs auf der A 9 in diesem Bereich stattfinden, indem die A 9 für den Durchgangsverkehr auf eine neue, ortsfernere Trasse verlegt wird, während die bisherige Trasse als A 709 dann nur noch dem lokalen Verkehr dienen soll. Die Bauarbeiten für dieses Projekt begannen 2012 und wurden 2017 abgeschlossen. In der Nacht vom 29. auf den 30. Mai 2017 erfolgte die Verkehrsfreigabe in Fahrtrichtung Norden, in der Nacht vom 30. auf den 31. Mai in Gegenrichtung. Die Kosten für das Gesamtprojekt lagen bei rund 800 Millionen Euro.
Der Neubauabschnitt beginnt etwas nördlich der bisherigen Anschlussstelle Vendargues, wo die A 709 in einer Gabelung von der A 9 abzweigt. In den folgenden Kilometern verlaufen die A 9 und die A 709 parallel, wobei die Fahrbahnen der A 9 mittig liegen, während die der A 709 jeweils seitlich neben denen der A 9 verlaufen. Anschlussstellen zum restlichen Straßennetz gibt es nur an der A 709. Nach einigen Kilometern verschwenkt die A 9 in Richtung Süden und verläuft parallel zur Eisenbahn-Schnellfahrstrecke Contournement de Nîmes et Montpellier, wobei sie auch den TGV-Bahnhof Montpellier-Sud-de-France passiert. In diesem Bereich verläuft die A 709 auf der alten Trasse der A 9. Vor Saint-Jean-de-Védas verschwenkt die A 9 wieder auf die alte Trasse und verläuft wieder in Mittellage zwischen der A 709. Nach der Anschlussstelle Saint-Jean-de-Védas an der A 709 mündet diese in einer weiteren Gabelung wieder in die A 9.
Die A 9 ist in diesem Bereich vollständig mit 3 Fahrstreifen je Richtung ausgestattet und vollständig mautpflichtig. Dadurch kann für den durchfahrenden Verkehr das zweimalige Passieren einer Mautstelle entfallen, da die A 9 rund um Montpellier mautfrei war, um lokalen Verkehr von städtischen Straßen auf die Autobahn zu verlagern. Diese Aufgabe übernimmt nun die A 709, die auch alle bisherigen Anschlussstellen inklusive Nummerierung von der A 9 übernommen hat. Zwischen den beiden Gabelungen mit der A 709 besitzt die A 9 keine Anschlussstellen.